# Jamie Catto
Jamie Catto (Londra, 14 agosto 1968) è un cantante britannico.
È stato art director e video director dei Faithless, di cui è stato anche fondatore, fino al 1999. Nel 2001 con Duncan Bridgeman fonda il progetto musicale 1 Giant Leap. Nel 2002 affronta con l'amico Duncan Bridgeman un viaggio che li porterà in nazioni come Senegal, Ghana, Sudafrica, Uganda, India, Thailandia, Australia, Nuova Zelanda, America ed Europa equipaggiati unicamente di una videocamera e di un computer portatile. Il viaggio fu intrapreso per "esplorare l'unità nella diverrsità". Da questa esperienza nacque l'album 1 Giant Leap nominato per due  Grammy Award nel 2003. L'album ha venduto più di 300 000 copie ed ha ottenuto vari premi a livello mondiale.